# 中国计量大学现代科技学院
中国计量大学现代科技学院，简称中量大现科，是位于浙江省金华市义乌市的一所国有资本控股的民办本科独立学院。现由中国计量大学及中国计量大学资产经营有限责任公司联合举办。

## 历史
1999年经浙江省人民政府和国家质量监督检验检疫总局批准设立，2004年经中国教育部确认为独立学院，由中国计量大学与义乌市人民政府共建的一所按新型办学模式运行的独立学院。

## 校园
学院实施两校区办学，下沙校区（老校区）位于杭州市下沙高教园区，紧邻母体中国计量大学，校园占地500余亩。2019年1月，浙江省人民政府批准现代科技学院迁建至义乌市双江湖科教园，已于2020年下半年投入使用(2019级、2020级普通本科学生在新校区学习)。新校区规划占地700余亩，总建筑面积25.4万平米。
截至2020年7月，拥有纸质图书60万册。设有机电工程系、计测工程系、信息工程系、管理系、人文与法学系共计5个系，以及1个基础部和1个实验教学中心。有工、管、法、文、理、经六大学科25个本科专业。面向全国24个省区市招生。现有近7000名在校本科生。
学院有浙江省重点学科1个，浙江省重点建设专业1个，省新兴特色专业3个，浙江省精品课程2门，浙江省省级实验教学示范中心1个。
现任院长为易荣华。